# حوزه انتخابیه ششم تگزاس
حوزه انتخابیه ششم تگزاس یک حوزه انتخابیه مجلس نمایندگان آمریکا است که در ایالت تگزاس قرار دارد.